# Túnel de Gnistäng
O Túnel de Gnistäng (em sueco: Gnistängstunneln) está situado na parte ocidental da cidade de Gotemburgo, no bairro de Hagen.

É um túnel rodoviário de 713 m, com duas galerias, traficado por cerca de 21 500 veículos diariamente.
Foi inaugurado em 1978.